# Ricardo Rincón
Ricardo Enrique Rincón González (Santiago, 22 de marzo de 1966) es un abogado y político chileno, exmilitante del Partido Demócrata Cristiano (PDC). Se desempeñó como diputado de la República en representación del antiguo distrito n° 33 entre 1998 y 2002 y, luego durante dos periodos consecutivos, desde 2010 hasta 2018.

## Biografía

### Familia
Nació el 22 de marzo de 1966 en Santiago, hijo de Ricardo Rincón Iglesias y de Luisa González Cofré. Sus hermanos son Mónica y Rodrigo, ambos periodistas, Paulina, que es psicóloga, y la también abogada y política Ximena, quien ha sido ministra de Estado y senadora.
Está casado con Patricia Alejandra Farías Palma, con quien es padre de Exequiel y Rafaela
El 2002 fue acusado de violencia intrafamiliar contra su entonces pareja, denuncia que fue acogida por la justicia civil, ordenándose su asistencia a un centro de salud mental, medida que nunca cumplió.

### Estudios y vida laboral
Realizó sus estudios primarios en el Colegio de los Sagrados Corazones de Concepción, y los secundarios, en el Instituto de Humanidades de la misma ciudad. Posteriormente, ingresó a estudiar derecho en la Universidad de Concepción y, luego, a la Universidad Pedro de Valdivia, donde se licenció en ciencias Jurídicas y sociales. Juró como abogado ante la Corte Suprema el 22 de enero de 2007.
En el ámbito laboral, ejerció como procurador judicial en un estudio jurídico privado. Entre 1994 y 1996, ocupó el cargo de jefe de gabinete del intendente de la Región de O'Higgins. Paralelamente, trabajó como secretario ejecutivo del Consejo Nacional para el Control de Estupefacientes (Conace) de la VI Región. Entre 2007 y 2009 ejerció como asesor en el Ministerio de Defensa Nacional, bajo la dirigencia de José Goñi.

## Carrera política

### Inicios
Ingresó al Partido Demócrata Cristiano (PDC) siendo estudiante de enseñanza media. En 1984 asumió como secretario general del Centro de Alumnos de Derecho de la Universidad de Concepción. Al año siguiente y hasta 1986, fue miembro de la Asamblea General de la Federación de Estudiantes de la misma casa de estudios. Luego, en 1987 se desempeñó como presidente del Tribunal Calificador de Elecciones (Tricel) de la universidad y fue redactor de los primeros estatutos de este Tribunal.
En 1988, fue designado apoderado general del No en el plebiscito nacional de ese año y alcanzó la vicepresidencia de la Democracia Cristiana Universitaria (DCU). Para las elecciones parlamentarias de 1989, fue apoderado general del candidato a senador Arturo Frei Bolívar. En 1995 fue nombrado consejero provincial en Rengo.

### Diputado
En las elecciones parlamentarias de 1997, fue elegido como diputado por el PDC en representación del distrito n.° 33, correspondiente a las comunas de Codegua, Coinco, Coltauco, Doñihue, Graneros, Machalí, Malloa, Mostazal, Olivar, Quinta de Tilcoco, Rengo y Requínoa, en la Región de O'Higgins, por el periodo legislativo 1998-2002. Respecto a su labor parlamentaria, presidió la Comisión Permanente de Minería y Energía. Además integró la Comisión Permanente de Agricultura, Silvicultura y Pesca y la Comisión Permanente de Recursos Naturales, Bienes Nacionales y Medio Ambiente. Asimismo, fue miembro de la Comisión Especial de Drogas y de la Comisión Especial de Acusación Constitucional contra el general (r) Augusto Pinochet Ugarte.
En 2001, fue desaforado por injurias al denunciar el tráfico de animales por parte de veterinarios, pero en 2006 la justicia falló a su favor.
Paralelamente, en ese mismo período, entre 2007 y 2009, asumió la presidencia provincial del distrito n.º 33 del PDC.
Luego de ocho años de receso, en las elecciones parlamentarias de 2009 fue nuevamente electo como diputado en representación del mismo distrito n.º 33, para el periodo legislativo 2010-2014. Fue integrante de las comisiones permanentes de Constitución, Legislación y Justicia; de Defensa Nacional; y de Ciencia y Tecnología. Formó además, parte del comité parlamentario del PDC. El 20 de diciembre de 2012 fue elegido como jefe de la bancada de diputados de la misma colectividad.
En las elecciones parlamentarias de 2013, fue reelegido nuevamente como diputado por el distrito n° 33, por el periodo 2014-2018. Fue integrante de las comisiones permanentes de Defensa Nacional; y Constitución, Legislación y Justicia, siendo presidente de esta última entre el 12 de marzo de 2014 y marzo de 2015. Asumió nuevamente como jefe de la bancada de diputados del PDC, ratificado por un periodo más el 17 de marzo de 2015.

### Actividades posteriores
El 11 de enero de 2021, presentó su candidatura a gobernador regional de O'Higgins, en calidad de independiente, sin resultar electo.

## Controversias

### Condena por violencia intrafamiliar
En abril del 2017 se dio a conocer públicamente que fue objeto de un proceso por violencia intrafamiliar, ante el 16°Juzgado Civil de Santiago, por hechos que habrían ocurrido el 22 de julio del 2002, cometidos en contra de su pareja en ese entonces, la relacionadora pública Carolina Hidalgo, quien presentó una denuncia por maltrato verbal y físico, acusándolo de haberla tirado al suelo, pateado, sentarse encima de ella, y golpearle la cara, por lo cual resultó herida. El 16° Juzgado Civil de Santiago, por sentencia de 28 de enero de 2003 (Rol F-274-2002), acogió la denuncia y dispuso la asistencia obligatoria de Rincón, por el término de seis meses, a terapia psicológica individual en el Centro de Salud Mental Centro Comunitario Padre Hurtado de Las Condes. La Corte de Apelaciones de Santiago confirmó la sentencia de primera instancia, por resolución de 28 de mayo de 2003 (Rol 3219-2003 Civil).
Sin embargo, cuando dicho caso salió a la luz, él negó todas las acusaciones en su contra, además de haber recibido apoyo de su hermana Ximena.
Como consecuencia de ello, Rincón había quedado inhabilitado de repostularse al congreso por el PDC. En julio de 2017, la junta nacional de la DC le dio aprobación para postular en votación democrática. Sin embargo la entonces presidenta del PDC, Carolina Goic, decidió excluir su candidatura. Fue finalmente expulsado del partido en marzo de 2018.

## Historial electoral

### Elecciones parlamentarias de 1997
- Elecciones parlamentarias de 1997, candidato a diputado por el distrito 33 (Codegua, Coinco, Coltauco, Doñihue, Graneros, Machalí, Malloa, Mostazal, Olivar, Quinta de Tilcoco, Rengo y Requinoa)[10]

### Elecciones parlamentarias de 2009
- Elecciones parlamentarias de 2009, candidato a diputado por el distrito 33 (Codegua, Coinco, Coltauco, Doñihue, Graneros, Machalí, Malloa, Mostazal, Olivar, Quinta de Tilcoco, Rengo y Requinoa)[11]

### Elecciones parlamentarias de 2013
- Elecciones parlamentarias de 2013, candidato a diputado por el distrito 33 (Codegua, Coinco, Coltauco, Doñihue, Graneros, Machalí, Malloa, Mostazal, Olivar, Quinta de Tilcoco, Rengo y Requinoa)[12]

### Elecciones de Gobernador regional de 2021
- Elección de gobernador regional de O'Higgins de 2021